# کامینگتس زانبکوویتسکی
کامینگتس زانبکوویتسکی (به لهستانی:  Kamieniec Ząbkowicki) یک روستا در لهستان است که در گمینا کامینگتس زانبکوویتسکی واقع شده‌است.
 کامینگتس زانبکوویتسکی  ۴٬۲۰۰ نفر جمعیت دارد.